# Familie Kruys
Familie Kruys is een Nederlandse televisieserie die sinds 2015 uitgezonden werd op RTL 4. Onder anderen Linda de Mol en Esmée van Kampen hadden een rol in de serie. De serie werd geproduceerd door John de Mol jr. en geregisseerd door Will Koopman, Idse Grotenhuis en Frank Krom. Tot op heden zijn er vijf seizoenen uitgezonden. Het vijfde seizoen is het laatste seizoen dat werd uitgezonden op RTL 4.

## Seizoenen
| Seizoen | Uitzending                    | Afl. |
| ------- | ----------------------------- | ---- |
| 1       | 29 maart – 17 mei 2015        | 8    |
| 2       | 27 maart – 15 mei 2016        | 8    |
| 3       | 19 maart – 7 mei 2017         | 8    |
| 4       | 2 september – 21 oktober 2018 | 8    |
| 5       | 1 september – 20 oktober 2019 | 8    |

Alle seizoenen zijn op dvd uitgebracht.

## Rolverdeling
| Acteur                                  | Personage              | Seizoen | Seizoen | Seizoen | Seizoen | Seizoen | Totaal |
| Acteur                                  | Personage              | 1       | 2       | 3       | 4       | 5       | Totaal |
| --------------------------------------- | ---------------------- | ------- | ------- | ------- | ------- | ------- | ------ |
| Linda de Mol                            | Bette Kruys            | 8 afl.  | 8 afl.  | 8 afl.  | 8 afl.  | 8 afl.  | 40     |
| Rop Verheijen                           | Kirk Kruys             | 8 afl.  | 8 afl.  | 8 afl.  | 8 afl.  | 8 afl.  | 40     |
| Hans Dagelet                            | Thomas Kruys           | 8 afl.  | 8 afl.  | 8 afl.  | 8 afl.  | 8 afl.  | 40     |
| Elise Schaap                            | Ruxandra Kruys-Iliescu | 8 afl.  | 8 afl.  | 8 afl.  | 8 afl.  | 8 afl.  | 40     |
| Frederik Brom                           | Morten Wijdeveld       | 8 afl.  | 8 afl.  | 8 afl.  | 8 afl.  | 8 afl.  | 40     |
| Marcel Musters                          | Johan Smit             | 8 afl.  | 8 afl.  | 8 afl.  | 8 afl.  | 7 afl.  | 39     |
| Karina Smulders                         | Juul Bakhuis           | 7 afl.  | 7 afl.  | 6 afl.  | 8 afl.  | 8 afl.  | 36     |
| Esmée van Kampen                        | Dewi Smit              | 5 afl.  | 6 afl.  | 8 afl.  | 8 afl.  | 7 afl.  | 34     |
| Jonas Smulders (1–2) Ko Zandvliet (3–5) | Arnoud Smit            | 6 afl.  | 5 afl.  | 6 afl.  | 8 afl.  | 6 afl.  | 34     |
| Trudy Labij                             | Diny Reints            | 6 afl.  | 5 afl.  | 7 afl.  | 6 afl.  | 7 afl.  | 31     |
| Michiel Blankwaardt                     | Bamba                  | 4 afl.  | 7 afl.  | 4 afl.  | 7 afl.  | 7 afl.  | 29     |
| Peter Blok                              | Hans                   | 3 afl.  | 3 afl.  | 4 afl.  | 3 afl.  | 3 afl.  | 16     |
| Pieter Embrechts                        | Kamiel                 |         |         | 1 afl.  | 8 afl.  |         | 9      |
| Han Oldigs                              | Willem                 |         | 1 afl.  | 1 afl.  | 1 afl.  | 5 afl.  | 8      |
| Madelief Posthumus                      | Candida Kruys          |         |         |         |         | 8 afl.  | 8      |
| Beppie Melissen                         | Ada                    |         |         |         |         | 7 afl.  | 7      |
| Carolina Mout                           | Yvonne Smit            | 1 afl.  | 1 afl.  | 5 afl.  |         |         | 7      |
| Monic Hendrickx                         | Rozemarijn Veenders    |         |         | 7 afl.  |         |         | 7      |
| Diederik Ebbinge                        | Eddy                   |         |         |         | 5 afl.  |         | 5      |
| Jaap Maarleveld                         | Frits                  |         | 3 afl.  |         |         |         | 3      |